# Noordrijn-Westfalen op het Bundesvision Song Contest
Noordrijn-Westfalen is een van de zestien Duitse deelstaten die deelnemen aan de Bundesvision Song Contest.

## Overzicht
Noordrijn-Westfalen had de eer de allereerste Bundesvision Song Contest te mogen organiseren. Veel meeval had de thuisstaat echter niet. Mamadee feat. Gentleman eindigde gedeeld laatste. Ook in 2006 eindigde Noordrijn-Westfalen op de laatste plek. Op de veertiende plek in 2008 na, ging het daarna wel een stuk beter. Zo eindigde Rage in 2009 op de derde plek, en won Unheilig een jaar later met het nummer Unter deiner Flagge.

## Deelnames
| Jaar | Artiest                 | Lied                      | Plaats | Punten | Taal            |
| ---- | ----------------------- | ------------------------- | ------ | ------ | --------------- |
| 2005 | Mamadee feat. Gentleman | Lass los                  | 15     | 10     | Duits           |
| 2006 | AK4711                  | Kein schönerer Land       | 16     | 6      | Duits           |
| 2007 | Pohlmann                | Mädchen und Rabauken      | 5      | 95     | Duits           |
| 2008 | Sisters Keepers         | Unite                     | 14     | 16     | Duits en Engels |
| 2009 | Rage                    | Gib dich nie auf          | 3      | 112    | Duits           |
| 2010 | Unheilig                | Unter deiner Flagge       | 1      | 164    | Duits           |
| 2011 | Frida Gold              | Unsere Liebe ist aus Gold | 7      | 76     | Duits           |
| 2012 | Luxuslärm               | Liebt sie Dich wie ich?   | 4      | 97     | Duits           |
| 2013 | Ingo Pohlmann           | Atmen                     | 12     | 20     | Duits           |
| 2014 | Maxim                   | Alles versucht            | 8      | 46     | Duits           |
| 2015 | Donots                  | Dann ohne mich            | 2      | 117    | Duits           |

## Festivals in Noordrijn-Westfalen
| Jaar | Plaats     | Zaal                 | Presentatoren                                          |
| ---- | ---------- | -------------------- | ------------------------------------------------------ |
| 2005 | Oberhausen | König Pilsener Arena | Stefan Raab, Annette Frier en Oliver Pocher            |
| 2011 | Keulen     | Lanxess Arena        | Stefan Raab, Johanna Klum, Lena Meyer-Landrut en Elton |

Baden-Württemberg · Beieren · Berlijn · Brandenburg · Bremen · Hamburg · Hessen · Mecklenburg-Voor-Pommeren · Nedersaksen · Noordrijn-Westfalen · Rijnland-Palts · Saarland · Saksen · Saksen-Anhalt · Sleeswijk-Holstein · Thüringen